# Ju 90 (航空機)
ユンカース Ju 90
Ju 90
- 用途：旅客機、輸送機
- 設計者：エルンスト・ジンデル（Ernst Zindel）、後にヘルベルト・ヴァグナー（Herbert Wagner）
- 製造者：ユンカース
- 運用者：ルフトハンザ航空、ドイツ空軍
- 初飛行：1937年8月28日
- 生産数：18機
- 運用開始：1938年

ユンカース Ju 90は、第二次世界大戦の前にルフトハンザ航空が短期間使用した4発の40座席の旅客機である。Ju 90は、試作以上の段階には進まなかったユンカース Ju 89爆撃機を基にしており、ドイツ空軍はこの機を専ら軍事輸送に使用した。
1938年、大日本帝国陸軍も「キ90」として購入を検討したが実現しなかった。

## 設計と開発
ユンカース Ju 90旅客機、輸送機シリーズは、長距離戦略爆撃機の製造を目的としたウラル爆撃機（Uralbomber）計画の候補機ユンカース Ju 89から生まれた。この構想はドイツ航空省（Reichsluftfahrtministerium、RLM）がより小型で高速の爆撃機を好んだために1937年4月に放棄された。

## 民間型の開発

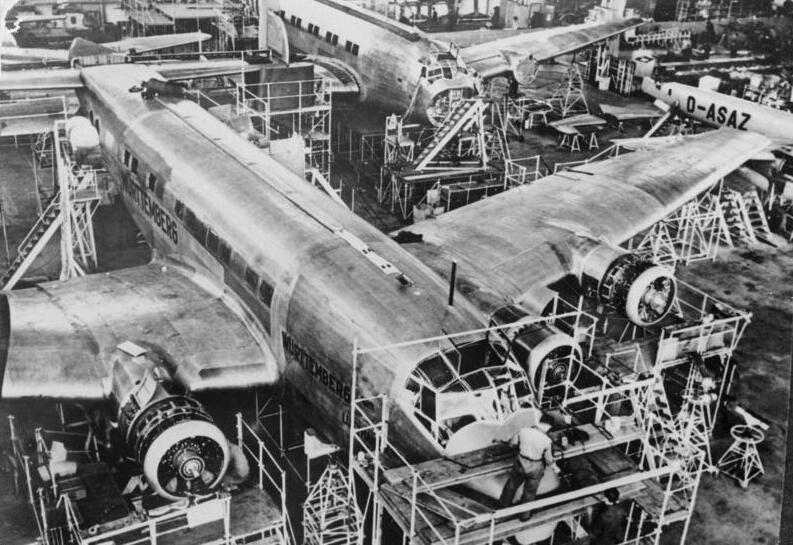
デッサウ工場で組み立て中のユンカース Ju 90

ルフトハンザ航空（Deutsche Lufthansa AG）は1933年の早期から長距離旅客機の要求を出していた。Ju 89の開発プログラムが空軍により放棄されたときには試作3号機が半完成状態であり、ルフトハンザ航空は、この機体を元の主翼と尾翼を残し、これに新規に製造した幅広い胴体を組み合わせて旅客機に改装するように要求した。この新しい機体はJu 90と名付けられた。
ユンカース Ju 90  は2枚の垂直尾翼が付いた水平尾翼をもつ4発の全金属製の低翼単葉機である。主翼前縁に顕著な後退角が付き、後縁はほぼ直線となっている。主翼構造は5本の管状桁に表面の滑らかな圧延外皮で構成されていた。ユンカース社特有の"2重翼（double wing）"と呼ばれる、全幅に渡る複合フラップ／エルロンが取り付けられていた。尾翼部分にのみユンカース社伝統の波型外皮を採用していた。垂直尾翼に顕著に突き出して装着された方向舵は水平尾翼の端に取り付けられ、方向舵は昇降舵とは隙間を置いて離れており、別の形で2重翼を構成していた。これらの尾翼はJu 89からの流用であった。
新しい胴体は圧延された滑らかなジュラルミン製外皮で覆われた円形断面で、左右5組の長方形の窓が付いていた。8座席のコンパートメント内には1組の窓と、中央の通路を挟んで相対する2座席が配されており、これが4つか5つあった。5つのコンパートメントを持つ機体は最大40名の乗客を収容できた。機体後尾にはトイレ、クロークルーム、郵便保管庫が備えられ、荷物は客室前方に搭載した。胴体は当時の標準としては大きかったが、その直径（2.83 m、9 ft 3.5 in）はボーイング737（3.52 m、11 ft 6.5 in）よりはかなり小さかった。
尾輪は完全な引き込み式で、単車輪の主脚は油圧で内側のエンジンナセル内に引き込まれる。
最初の試作機のJu 90 V1は820 kW (1,100 hp)のダイムラー・ベンツ DB 600C 倒立V型液冷エンジンを4基装備していた。このエンジンは前のJu 89と民間型生産機のJu 90のものより大出力であった。「大デッサウアー（Der große Dessauer）」という名を付けられたこの機体は1937年8月28日に初飛行し、ルフトハンザ航空は8箇月に渡る飛行テストの後で長距離飛行テストを実施した。1938年2月6日に、この試作機はオーバースピード試験中に墜落した。
試作2号機（V2）は1938年5月、テストのためにルフトハンザ航空に納入された。全ての民間型生産機のJu 90と同様に、この機には620 kW (830 hp) のBMW 132 星型エンジンが装着された。本機のエンジンを低出力エンジンへ変更した理由は、おそらくダイムラー・ベンツ社が生産するエンジンを、より戦略的に重要な第一線機に優先配分するためであった。この機は「プロイセン（Preussen）」と命名され、熱帯運用テスト中の1938年11月26日にガンビアのバサースト（Bathurst）で離陸中に墜落した。この事故はエンジン故障に起因すると考えられる。
このようなつまづきにもかかわらずルフトハンザ航空は量産型のA-1を8機発注し、それとは別に、続く2機の試作機も使用した。V3 「バイエルン（Bayern）」は1938年7月からベルリン - ウィーン間に就航し、1938年中に総計62,572 kmを飛行したと言われている。ルフトハンザ航空はA-1を7機しか受領できず、最後の1機は1940年4月に直接ドイツ空軍に納入された。
南アフリカ航空も670 kW (900 hp)のプラット・アンド・ホイットニー ツインワスプ エンジン搭載の2機のA-1を発注した。これらの機体はBMW社製エンジンを搭載したZ-2と区別するために、Z-3というもう一つの名称を持っていた。これらの機体は南アフリカ航空には納入されず、代わりにドイツ空軍へ行った。戦争の進行に連れて残存していた6機のルフトハンザ航空の機体もドイツ空軍に徴発されたが、後に2機が返還された。元ルフトハンザ航空の機体の内4機がノルウェー侵攻に使用された。
4番目の試作機V4が980 kW (1,320 hp) のユンカース ユモ 211F/L エンジンを搭載して1941年7月にドイツ空軍に就役した。

## 軍用型の開発

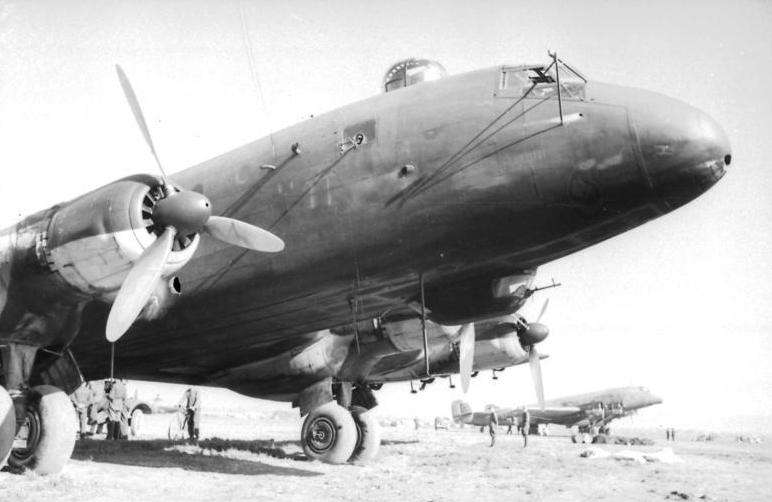
Ju 90（おそらくV8）
1943年、イタリアのグロッセートにて

1939年4月にRLMはユンカース社にJu 90のさらなる軍用輸送機としての開発を要求した。Ju 90 V5と V6はこの軍用仕様の試作機であり、翼長が伸ばされ（19%）、翼面積が拡大（11%）されて中間部の前縁が直線にされた新しい主翼を持っていた。降着装置は強化され2重タイヤになり、垂直尾翼はより丸い形状になったので初期型の特徴は失われた。窓は各側10の舷窓に交換された。Ju 90 V5は1939年12月5日に初飛行を行った。V5とV6の特別装備は、車両や大きな貨物を搭載するための、胴体の床に設けられた搭載ランプであった。このランプを開くと胴体を飛行時の水平状態まで持ち上げた。両機はより強力な1,200 kW (1,600 hp)のBMW 801 MA 星型エンジンを装備していた。
最後の2機の試作機V7とV8は直接的にユンカース Ju 290の開発プログラムに繋がった。V7は胴体が1.98 m (6 ft 6 in)延長され、水平尾翼はヨーイングの不安定さを解消するため上反角がつけられた。偵察機型の試作機は空力的にV7と類似していたが、V8は2門の20 mm MG 151機関砲と9門の13 mm MG 131機関銃を胴体上面に2箇所、胴体下面に1箇所、尾部の銃座に装備していた。

## Ju 2/390の開発
Ju 90の中の数機はより大型の輸送、偵察機であるJu 290の試作機に換装された。より強力なエンジンと改良を施されたJu 90 V5とV7がこの方向で改装され、V7はJu 290 V3に転換された。Ju 90 V8は試作2号機のJu 290 V2となった。未完成であったAシリーズの11番目の機体はJu 290 V1に転換された。Ju 90 V6の機体はユンカース Ju 390の製造に使われた。

## 日本陸軍の購入計画
1938年2月、日本陸軍は九二式重爆撃機の後継機「仮称キ90」（もしくはキ50）として本機に着目する。ユンカース社で10機を製作して空輸、購入代金は満州国の大豆をドイツへ売却した代金から充当するという方針であった。陸軍から依頼を受けた三菱重工は武田次郎本社営業課長をユンカース社に派遣、同年7月25日から交渉を開始した。だがユンカース社は返答を先延ばしにし、9月9日に拒否の方針を伝えた。

## 現存機
結局、各型合計18機のJu 90が製造された。少なくとも2機が戦争を生き延び連合国軍の手に落ちたが、その後間もなくスクラップにされ現存機は無い。

## 運用
ドイツ国
- ドイツ空軍
- ルフトハンザ航空

## 要目
（Ju 90A1 又の名は Ju 90 Z2）
- 乗員：4名
- 乗客数：38 - 40名
- 全長：26.30 m (86 ft 3.5 in)
- 全幅：35.02 m (114 ft 10 in)
- 全高：7.50 m (24 ft 7 in)
- 翼面積：184 m2 (1,980 ft2)
- 空虚重量：19,225 kg (42,391 lb)
- 全備重量：33,680 kg (74,264 lb)
- 最高速度：350 km/h (217 mph)
- 巡航速度：320 km/h (200 mph)
- 巡航高度：5,750 m (18,860 ft)
- エンジン：4 * BMW 132 H-1, 610 kW (820 hp)